# Du skal ikke lade dig skille
Du skal ikke lade dig skille er en amerikansk stumfilm fra 1919 af Cecil B. DeMille.

## Medvirkende
- Elliott Dexter som James Denby Porter
- Gloria Swanson som Leila Porter
- Lew Cody som Schuyler Van Sutphen
- Sylvia Ashton som Mrs. Huckney
- Theodore Roberts